# Layka (sockenhuvudort i Kina, Xinjiang Uygur Zizhiqu, lat 37,08, long 79,73)
Layka (kinesiska: 拉依喀, 拉依喀乡) är en sockenhuvudort i Kina. Den ligger i den autonoma regionen Xinjiang, i den nordvästra delen av landet, omkring 1 000 kilometer sydväst om regionhuvudstaden Ürümqi. Antalet invånare är 29 032. Befolkningen består av 14 267 kvinnor och 14 765 män. Barn under 15 år utgör 27,0 %, vuxna 15-64 år 68 %, och äldre över 65 år 4,0 %.
Runt Layka är det glesbefolkat, med 18 invånare per kvadratkilometer. Närmaste större samhälle är Nu'erbage, 16,3 km öster om Layka. Trakten runt Layka består till största delen av jordbruksmark.
Genomsnittlig årsnederbörd är 62 millimeter. Den regnigaste månaden är juni, med i genomsnitt 18 mm nederbörd, och den torraste är oktober, med 1 mm nederbörd.